# Thráčtina

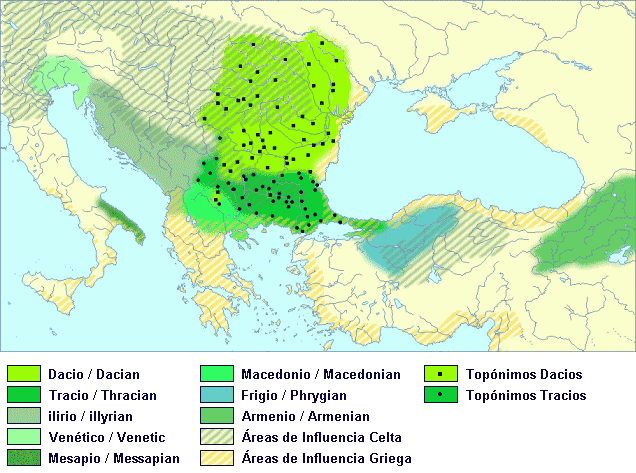
Paleo-Balkanské jazyky ve východní Evropě mezi 5. a 1. stoletím, před naším letopočtem - Španělština a angličtina

Thrácký jazyk, příležitostně označovaný jako dáko-thrácký jazyk, je samostatná větev indoevropských jazyků. Ve starověku jím hovořili Thrákové, obývající značnou část Balkánského poloostrova, nazývanou Thrákie, několik ostrovů v Egejském moři a některá území na serozápadě Malé Asie, jako byly Mýsie, Bithýnie a Frýgie. Užívání této řeči ustalo v období raného středověku a jedná se tedy o mrtvý jazyk.